# زاكينثوس (مدينة)

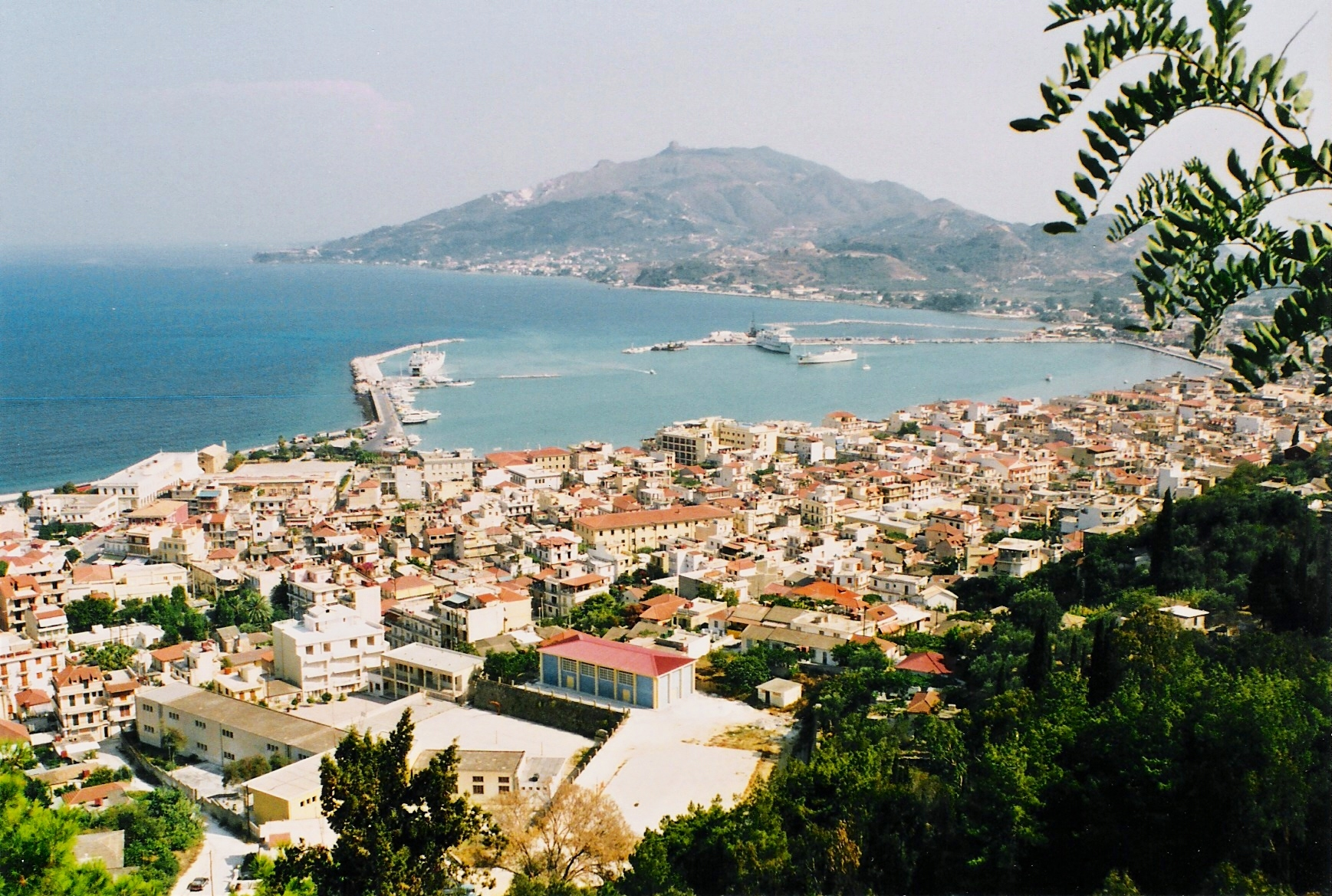
زاكينثوس، منظر عام للمدينة والميناء

زاكينثوس أو زَكِنثُس (باليونانية: Ζάκυνθος)‏ أو جاجنت أو زَنتة (بالإيطالية: Zante) (بالإنجليزية:Zakynthos )، مدينة يونانية تقع في غرب البلاد ضمن منطقة الجزر الأيونية الإدارية، وهي مركز إحدى مقاطعات هذه المنطقة الإدارية والتي تحمل نفس الاسم.

## الموقع ،التسمية والسكان
تقع المدينة على الساحل الشرقي لجزيرة زاكينثوس، بحيث تبعد عن البر اليوناني مسافة 19 كيلومتر.
تعود تسمية المدينة غلى اسم الجزيرة والذي يعود بدوره إلى زاكينثوس الابن الأسطوري للزعيم الأركادي داردانوس، يختصرها البعض لتصبح زانته (Zante)، وأيضاً تسمى المدينة خورا (Chora) هذا الاسم الذي يستخدم في العديد من الجزر اليونانية للدلالة على المستوطنة الرئيسية في الجزيرة وهو بمعنى (البلدة).
هي أكبر بلدة في جزيرة زاكينثوس حيث يبلغ عدد سكانها الدائمين حوالي 17,000 نسمة، هذا بالإضافة إلى آلاف السواح والذين يأتون على مدار العام.

## التاريخ والمعالم الأساسية
وجد في الجزيرة ما يدل على أنها كانت مسكونة منذ العصر النيوليثي، ولكن أول ورود تاريخي لها كان في الإلياذة والأوديسة لهومير، حيث ذكر أن أول ساكنيها كان زاكينثوس ابن داردانوس ملك طروادة ورجاله.
كانت زاكينثوس في الفترة الهيلينية أول ديموقراطية مستقلة، حيث استمرت على هذا الشكل لمدة 650 عام.
في القرون الحديثة خضعت المدينة كباقي الجزر الأيونية للحكم الفينيسي، مع فترات متقطعة من السيطرة العثمانية، الفرنسية، البريطانية.
انضمت المدينة لليونان عام 1864، وشهدت في العام 1953 زلزالاً مدمراً هدم معظم المباني التاريخية للمدينة والتي تعود للفترة الفينيسية. تم إعادة بناء المدينة من جديد على الطراز الفينيسي القديم ومن أهم معالمها:
- الميناء الفينيسي.
- كنيسة القديس ديونيسوس.
- المدينة القروسيطية.
- متحف ديونيسوس سولوموس: وهو سمي نسبة للشاعر اليوناني ديونيسوس سولوموس والذي كان النشيد الوطني اليوناني من أهم أعماله.

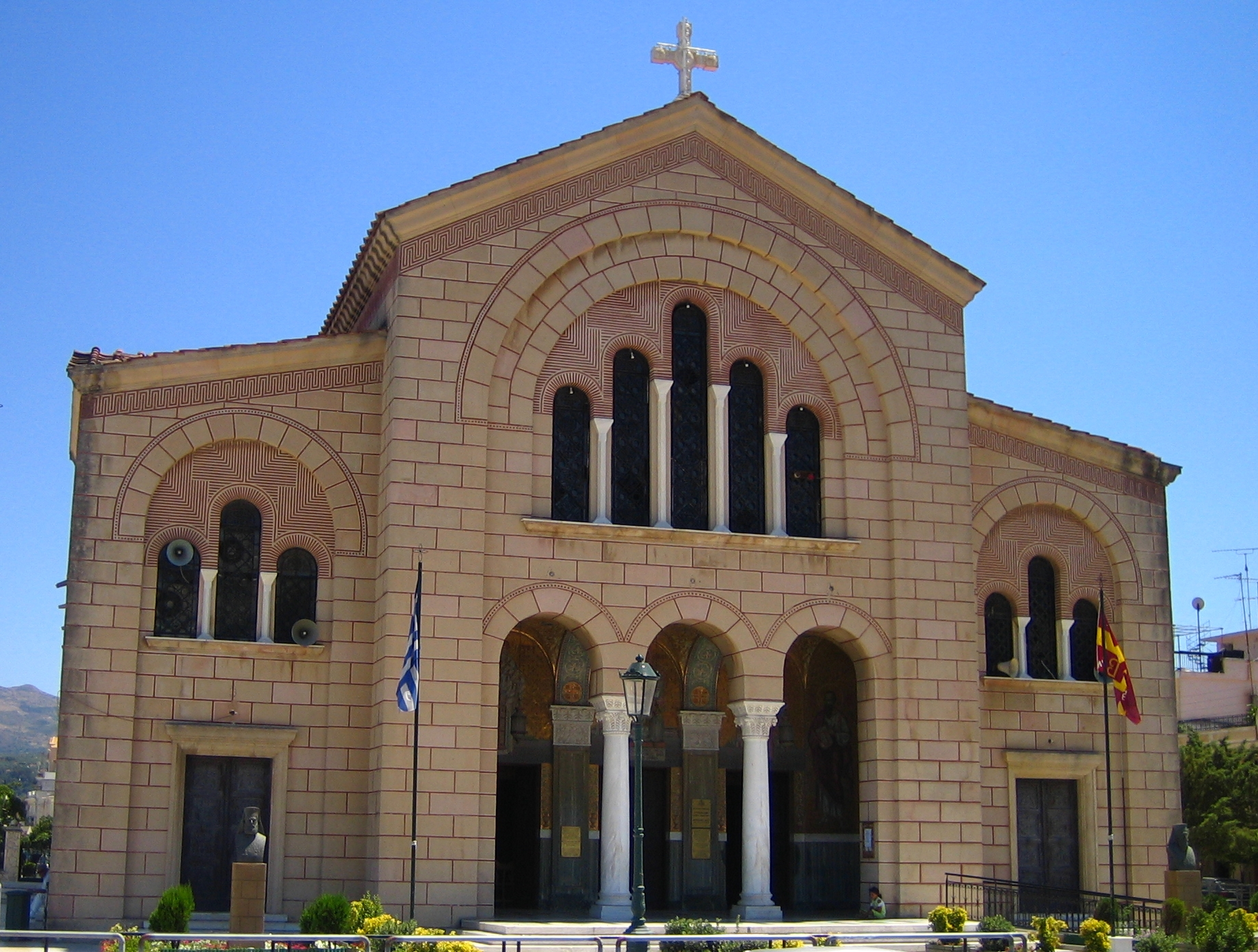
كنيسة القديس ديونيسوس

## متفرقات
- يعتمد اقتصاد المدينة والجزيرة ككل على السياحة، حيث يؤمها سنوياً الآلاف من السياح وعلى مدار العام.
- ترتبط باليونان بحراً عن طريق ميناء زاكينثوس، وجواً عن طريق مطار زاكينثوس الدولي والذي يقع على مسافة 5 كيلومتر إلى الجنوب من المدينة.
- تقع المدينة على حافة أحد أكبر الحفر الانهدامية في أوروبة، الأمر الذي يجعلها باستمرار عرضة لهزات أرضية قوية كما حدث عام  1953، وأيضاً عام 2006 حيث استمر ارتجاف الأرض على طول ثمانية أيام في ظاهرة غريبة من نوعها.
- أهم نادي رياضي في المدينة هو زاكينثوس أف سي.